# Oncideres nicea
Oncideres nicea là một loài bọ cánh cứng trong họ Cerambycidae.